# Arno Wallaard
Arno Wallaard, né le 13 octobre 1979 à Noordeloos en Hollande-Méridionale et mort le 28 février 2006 dans la même localité, est un coureur cycliste néerlandais.

## Biographie
Champion des Pays-Bas espoirs en 2001, Arno Wallaard intègre en 2003 l'équipe Quick Step-Davitamon-Latexco. Il passe ensuite par Axa et Bert Story-Piels, et remporte notamment le Tour d'Overijssel en 2005. Il est recruté pour 2006 par l'équipe Skil-Shimano.
Il meurt le 28 février 2006, après s'être senti malade en rentrant de l'entraînement. L'Omloop Alblasserwaard est rebaptisé Arno Wallaard Memorial afin de lui rendre hommage.

## Palmarès
- 1999
  - Circuit de l'Alblasserwaard
- 2001
  -  Champion des Pays-Bas sur route espoirs
  - 3e étape du Tour de Thuringe
  - 2e étape de la Transalsace
  - 2e du Ronde van Zuid-Holland
  - 3e de l'Étoile du Brabant
  - 10e du championnat d'Europe sur route espoirs
- 2002
  - Coupe Marcel Indekeu
  - 3e étape du Tour de la province d'Anvers
  - 3e du Tour d'Overijssel
  - 3e de l'Omloop van de Grensstreek
- 2004
  - Omloop Houtse Linies
  - 4e étape de l'Olympia's Tour
  - Tour du Nord des Pays-Bas[3]
  - 2e du Grote Prijs Dr. Eugeen Roggeman
  - 3e de l'Étoile de Zwolle
- 2005
  - Tour d'Overijssel
  - Grand Prix des Eaux Minérales de Beckerich
  - 2e du Ronde van Midden-Nederland
  - 2e du championnat des Pays-Bas élites sans contrat
  - 3e du Tour du Brabant flamand

## Classements mondiaux
| Année           | 2005 |
| --------------- | ---- |
| UCI Europe Tour | 84e  |

## Distinctions
- Cycliste espoirs néerlandais de l'année : 2001